# Папуга-білочеревець рудоголовий
Папуга-білочеревець рудоголовий (Pionites leucogaster) — вид папугоподібних птахів родини папугових (Psittacidae). Поширений у Південній Америці.

## Підвиди та поширення
Виділяють три підвиди:
- P. l. xanthomerius (P.L. Sclater, 1858) — Перу на схід від річки Укаялі, східна Болівія, західна Бразилія на південь від Амазонки аж до річки Журуа, а з 2011 року на крайньому південному сході Колумбії[3]
- P. l. xanthurus Todd, 1925 — Бразилія на південь від Амазонки між річками Журуа та Пурус і на південь до верхів'я басейну річки Мадейра.
- P. l. leucogaster (Kuhl, 1820) — північна Бразилія на південь від Амазонки між Мадейрою та Атлантичним узбережжям у Мараньян.

## Опис
Птах завдовжки приблизно 23 см. Він має жовто-помаранчевий капюшон, який покриває голову та шию, де верхня частина голови та потилиця насичено-оранжева, а щоки і шия жовті, такі ж, як і підхвістя. Груди і живіт білі, штанини, крила і спина зелені. Має рожеве навколоочне кільце, помаранчеву райдужку, рожевий дзьоб і сірі ноги.

## Спосіб життя
Його середовище існування — галерейні ліси вздовж водотоків, але він також пристосовується до вторинних листяних лісів. Пересувається парами, невеликими сімейними групами або невеликими зграями, які воліють триматися на верхівках найвищих дерев. Гніздиться в дуплах дерев, дуже високо, до 30 метрів заввишки. Зазвичай самиця відкладає 2 яйця, які висиджує протягом 23 днів. Молоді особини оперяються приблизно на восьмому тижні після вилуплення.